# 黒毛和種

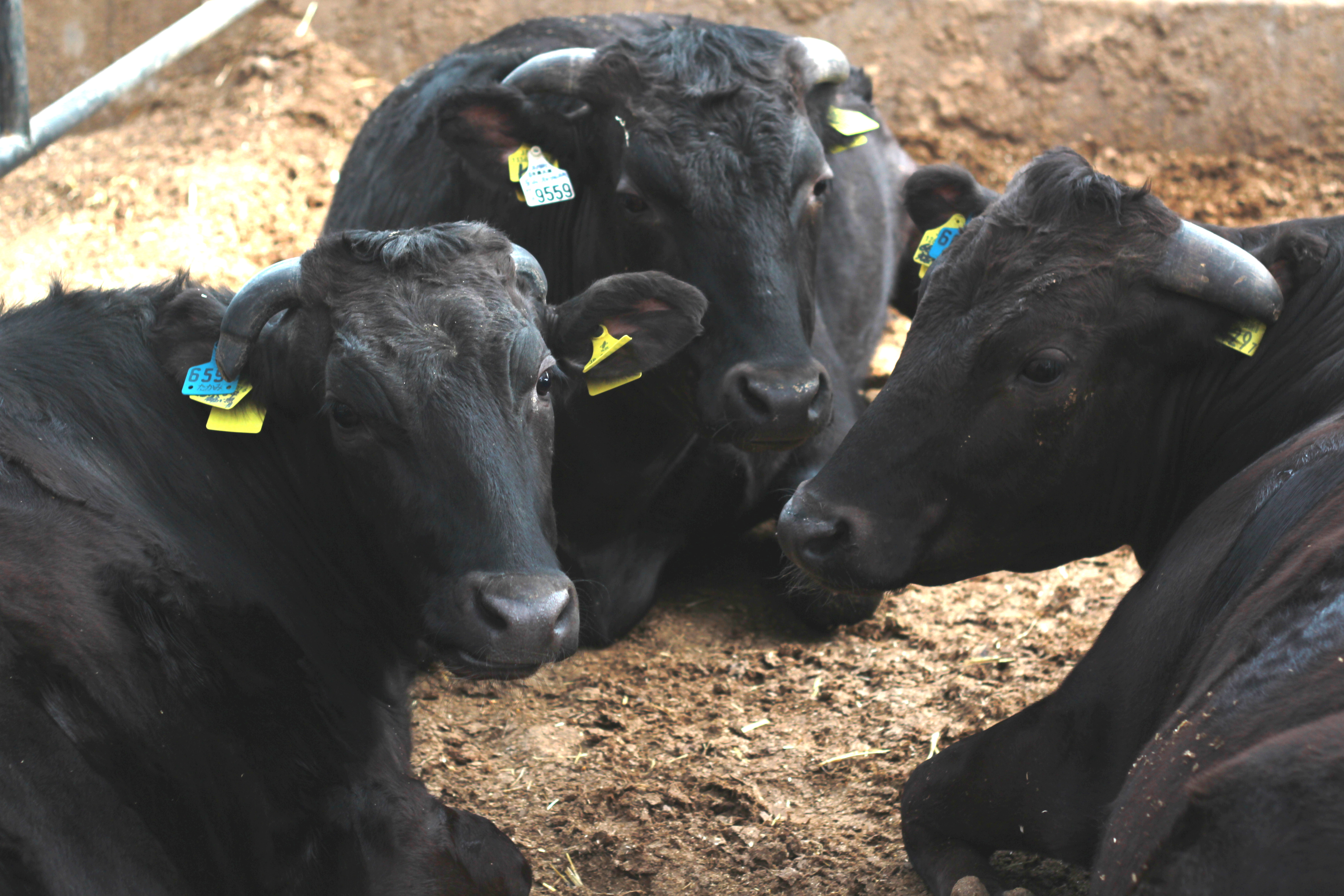
黒毛和種（但馬牛）

黒毛和種（くろげわしゅ、英語：Japanese Black）は、牛の品種の一つであり、肉牛として飼育される。和牛の一種。

## 歴史

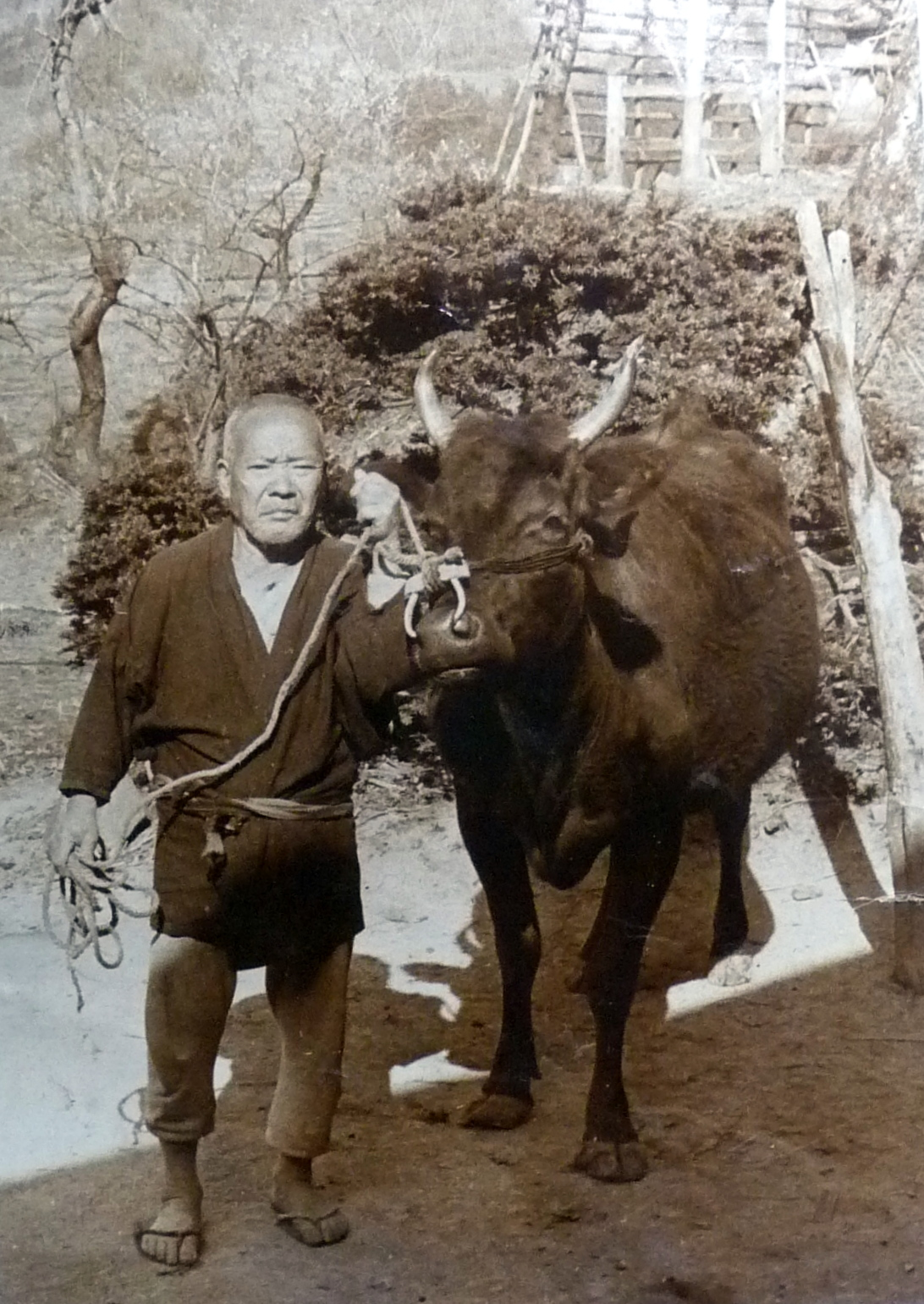
田尻松蔵と但馬牛の「ふくえ」号（名牛田尻号の母牛）

黒毛和種の起源は、但馬および中国地方で飼育されていた黒牛（くろうし）と呼ばれた黒毛の在来和牛である。明治33年（1900年）から在来種の改良の為に輸入した各種の欧州系が交雑されたが、各県によってばらばらであり、島根県ではデボン種、兵庫県・鳥取県ではブラウンスイス種といった具合で、体型・体格ともまちまちであった。旧国名を付けて千屋牛、因伯牛、阿哲牛、但馬牛などと称した。大正元年（1912年）改良和種と総称されたが、この変異をなくし、農業経営に最適の役肉兼用種として統一目標の下で改良が進められ、中国和牛研究会にて大正8年（1919年）から大正10年（1921年）にかけて統一された標準体型も作られた。
昭和12年（1937年）、農林省令によって旧の中央畜産会が全国を区域として牛の登録の中央団体になると、翌13年（1938年）より、新たに黒毛和種、無角和種、褐毛和種という品種による分類がなされるようになった。このとき、黒毛和種は「黒毛有角のもの」と定義され、「黒毛無角のもの」と定義された無角和種とは区別され、改良和種の黒毛和牛はこの2種に分かれることになった。
黒毛和種と名称が正式決定したのは昭和19年（1944年）の事である。第二次世界大戦後、役用が廃れたので1950年代から肉用としての改良が進み、昭和37年（1962年）に最初の審査基準が改定、その後何度かの改訂を経て現在に至る。現在の黒毛和種の大半は、兵庫県美方郡香美町小代区（但馬国）で生まれた種牡牛田尻号の子孫である。神戸牛や松阪牛や近江牛もこの種の系統である。
日本国内で飼育されている和牛の95%がこの品種である。
その中でも薩摩で古くから飼われてきた在来種を畜産試験場で改良を重ね、昭和61年（1986年）に発足した鹿児島黒牛黒豚銘柄販売促進協議会により誕生し、平成9年に商標登録されたブランドで、平成29年（2017年）9月に宮城県で開催された第11回全国和牛能力共進会において、9つの区分のうち4つの区分で1席を受賞し、団体総合優勝で日本一を獲得した『鹿児島黒牛』で知られる鹿児島県は、平成28年（2016年）時点で黒毛和種の生産量が全国の約19％を占め日本一であり、肉質の最高ランクにあたる「5等級」の出現率も全体の4割を超えている。

## 身体・特徴
毛色は黒単色で褐色を帯び、体の下部、四肢内側が淡い。鼻鏡、蹄、舌も黒く、有角。体型はやや小型で、雌の体高130cm、体重450kg程度。連続した産出能力に優れ、早熟で結核に対する耐性も強いが、粗飼料の利用性は低い。
全般的に肉用種としては後躯が淋しく、欧州系の肉牛のような丸尻は少ない。1日増体量は800g、枝肉歩留62 %程。肉質は世界最高と称され、筋繊維が細く、脂肪沈着は密である。一般的な肉用種としては歩留がやや低く、上級肉としての後躯の肉量がやや不足気味でロース芯面積も細い。

## 宇和島の闘牛用の牛
愛媛県農林水産部畜産課の説明によると、去勢していない黒毛和種の雄牛である。飼育主は農家とは限らず漁師やサラリーマンなど、職種は様々。ピークを過ぎると種牛になるか、飼い直しをされて食肉になる。高価な牛は競走馬並みの値で取引される。